# Annie Nathan Meyer
Annie Nathan Meyer (19 février 1867 - 23 septembre 1951) est une auteure américaine, une anti-suffragette et une promotrice de l'enseignement supérieur pour les femmes, fondatrice du Barnard College de l'université Columbia (Ivy League) à New York.
Elle est la sœur de l'activiste Maud Nathan et la tante de l'auteur et poète Robert Nathan (en).

## Jeunesse et éducation
Annie Nathan Meyer naît à New York en 1867. Elle est la fille d'Annie August et de Robert Weeks Nathan. Les Nathan sont l'une des familles sépharades de l'ère coloniale américaine vivant à Manhattan qui ont fui les restrictions religieuses dans leur Espagne et Portugal natals au XVe siècle. L'arrière-grand-père d'Annie Nathan Meyer, Gershom Seixas, rabbin à la tête d'une importante synagogue du Manhattan colonial, a également subi la répression lorsqu'il a refusé de suivre les diktats religieux des Britanniques.
Pendant son enfance, la crise bancaire de mai 1873 rend difficile la situation financière de ses parents. Retirée de l'école publique à la demande de sa mère, Annie Nathan Meyer est autodidacte et affirme avoir lu toutes les œuvres de Charles Dickens à l'âge de sept ans. En 1875, la famille déménage de New York à Green Bay, Wisconsin pour des raisons professionnelles.
Annie Nathan Meyer s'inscrit au nouveau cours Columbia College Collegiate pour femmes en 1885, au Columbia College. C'est un programme qui permet aux femmes de passer des examens pour tous les diplômes de premier cycle, même si elles ne sont pas autorisées à assister aux cours préparant les étudiants aux examens. Le cours ne reconnait pas les femmes participantes comme des étudiantes de Columbia pleinement inscrites car à l'époque, officiellement, le collège ne le permet pas pour les femmes. Diplômée de facto de Columbia, elle interrompt ces études lorsque le 15 février 1887, à l'âge de vingt ans, elle épouse son cousin, Alfred Meyer, un éminent médecin.

## Carrière

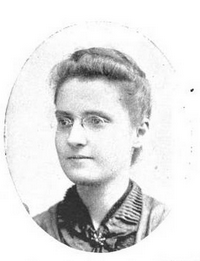
Annie Nathan Meyer (1894)

Quelques semaines après son mariage, elle commence à organiser un comité pour financer un collège pour femmes à Columbia dans le but d'offrir aux jeunes femmes une opportunité éducative dont elle n'a pas bénéficié. En janvier 1888, Meyer écrit une tribune de 2 500 mots à The Nation arguant que New York manque de culture par rapport aux autres grandes villes parce qu'il manque une université d'arts libéraux pour les femmes.
Meyer estime que l'idée est vaine sans financement. En collaboration avec Ella Weed, elle crée un comité de cinquante personnalités new-yorkaises désireuses de soutenir le collège qu'elle fonde. Elle surmonte ensuite l'opposition des administrateurs de l'Université de Columbia en nommant le collège en l'honneur de Frederick A. P. Barnard, le président de Columbia, alors récemment décédé, qui était un ardent défenseur de la mixité.
Le collège ouvre ses portes en 1889, en face de Columbia. Écrivant à propos de Meyer lors d'une discussion d'anthropologues, Charles King, professeur d'affaires internationales à l'Université de Georgetown, note qu' « [a]près la Première Guerre mondiale, l'enseignement des sciences sociales - psychologie, gouvernement, statistiques appliquées et anthropologie - est au moins aussi bon à Barnard qu'à l'université principale et souvent meilleur. Virginia Gildersleeve, visionnaire et doyenne de longue date de Barnard, met l'accent sur l'embauche des meilleurs professeurs de Columbia pour des conférences supplémentaires à l'ouest de Broadway. ».
Le collège fondé par Meyer, Barnard College, est l'une des sept sœurs des collèges pour femmes en Amérique et se classe aujourd'hui comme l'un de ses collèges les plus élitistes. Bien que, depuis sa fondation, les femmes inscrites à Barnard aient pu assister aux conférences de Columbia à leur niveau, seuls les hommes sont diplômés de l'école de premier cycle de Columbia jusqu'en 1983.
À une certaine époque, Annie Nathan Meyer est rédactrice en chef adjointe de Broadway Magazine. Elle édite Woman's Work in America (1891) et contribue à une série d'articles au New York Evening Post.
Meyer écrit plusieurs romans. Robert Annys: A Poor Priest (1901) se déroule dans l'Angleterre médiévale et présente John Ball comme personnage.

## Opposition au suffrage féminin
En conflit direct avec sa sœur Maud Nathan, une suffragette, Meyer est plus tard connue comme une opposante au suffrage féminin. Elle considère l'amélioration par l'éducation des femmes comme le premier objectif à atteindre pour changer la vie des femmes, plutôt que de se lancer dans la politique.